# Czekan (broń)

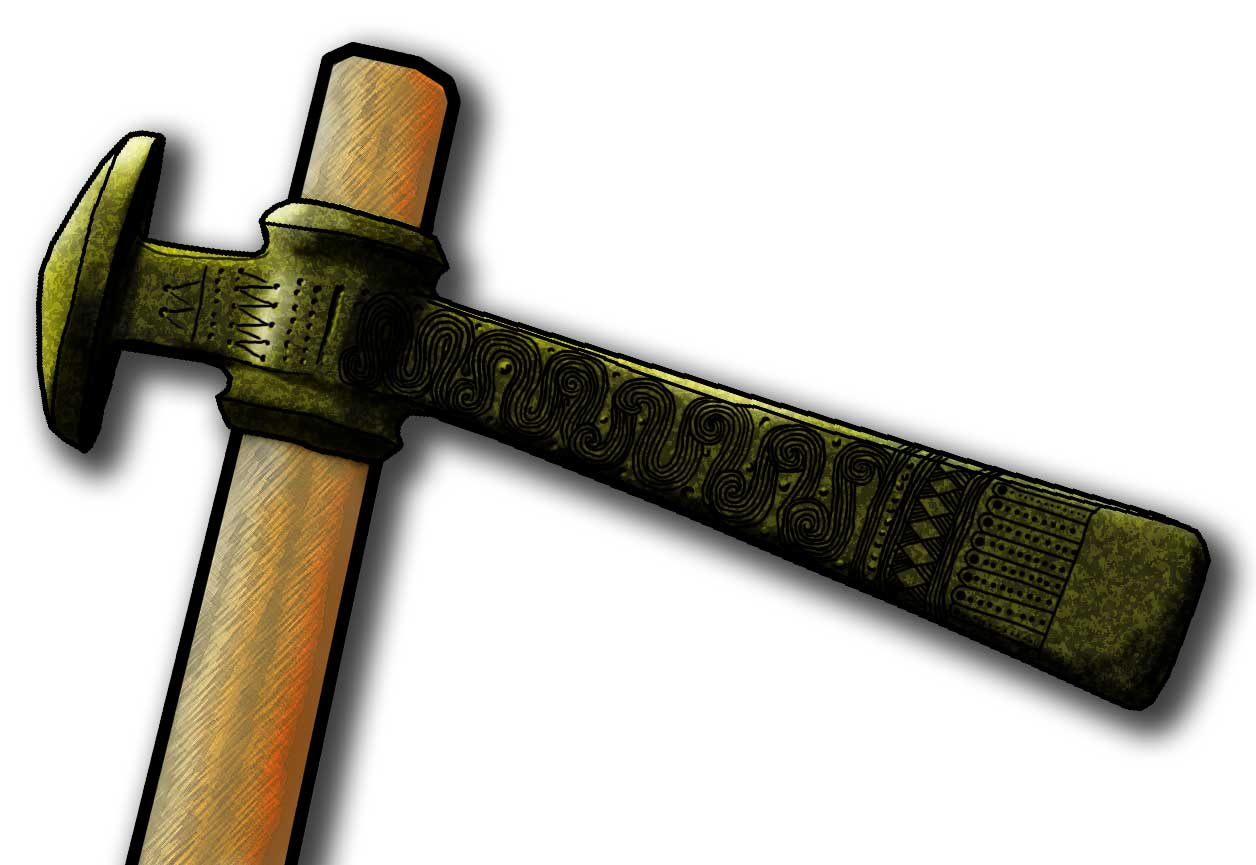
Czekan brązowy kultury unietyckiej

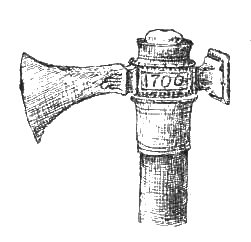
Obuszek mosiężny z 1700 r. Zygmunt Gloger, Encyklopedia staropolska

Czekan – drzewcowa broń obuchowo-sieczna składająca się z długiego trzonka zakończonego siekierką, zwykle niewielkich rozmiarów, nieco podobna do ciupagi. Od topora bojowego czekan różni się bardziej delikatnym, wąskim żeleźcem, wydatnym, młotkowatym obuchem i zwykle dłuższym styliskiem, czyli trzonkiem.
W Europie czekany pojawiły się w epoce brązu. Charakteryzowały się wydatnym młoteczkiem obucha i zwykle bogatymi linearnymi i geometrycznymi zdobieniami. Szczególnie popularne były na terenach Europy Wschodniej i Środkowej (m.in. w kulturze unietyckiej). Poza Europą były bronią popularną wśród koczowniczych jeźdźców Wielkiego Stepu.
W okresie średniowiecza nadal używane, choć wypierane przez cięższe topory bojowe i miecze.
Od XVI w. stają się znów popularne w krajach mających bliskie kontakty z Turcją, głównie na Węgrzech i w Polsce.
Do XVIII wieku w czekany była uzbrojona kawaleria polska. W czekanach typowo bojowych młotek obucha często był dodatkowo karbowany, by zapobiec ześlizgnięciu się przy uderzeniu w zbroję przeciwnika.
W XVI–XVIII w. czekany (zwane także po staropolsku obuszkami) wraz z nadziakami  były chętnie noszone przez polską szlachtę, stanowiąc codzienną broń, często wykorzystywaną w czasie awantur sejmikowych i bijatyk. Michał Piekarski użył czekanu w zamachu na króla Zygmunta III.
Czekan jako broń był na tyle niebezpieczny, że kolejne sejmy zakazywały jego używania (w 1578, 1601 i 1620 r.):
...aby żaden nie ważył się odtąd zażywać albo nosić czekanów in loco publico, pod winą dwóch set grzywien...wszakże na wojnie przeciwko nieprzyjacielowi koronnemu, zażywanie czekanów i innej broni, zachowujemy.